# Гамбит коня
Гамбит коня — разновидность принятого королевского гамбита в шахматах. Начинается ходами:
 1. e2-e4 e7-e5
2. f2-f4 e5:f4
3. Кg1-f3
Относится к открытым дебютам.

## Описание
Ходом 3. Кg1-f3 белые предупреждают возможный выпад чёрного ферзя на h4 и планируют ходом d2-d4 установить контроль за центром.
Гамбит коня — самое популярное продолжение после 2. …e5:f4. Это наиболее обширный раздел королевского гамбита с множеством обоюдоострых разветвлений.

## Основные варианты

### Классическая защита
- 3. …g7-g5 . Основная идея: чёрные стремятся удержать гамбитную пешку f4, а также готовят ход 4. …g5-g4 с тем, чтобы отбросить неприятельского коня и перейти в контратаку. В ряде вариантов, однако, чёрные отказываются от продвижения 4. …g5-g4, предпочитая надёжное продолжение 4. …Cf8-g7.
  - 4. Кb1-c3 — см. гамбит Квааде.
  - 4. d2-d4 — см. гамбит Розентретера.
  - 4. Сf1-c4
    - 4. …Кb8-c6 — гамбит Блачли.
    - 4. …g5-g4
      - 5. Cc4:f7+ — см. гамбит Лолли.
      - 5. d2-d4 — см. гамбит Гулам Кассима.
      - 5. Kb1-c3 — см. гамбит Мак-Доннелла.
      - 5. 0-0 — см. гамбит Муцио.
      - 5. Кf3-e5 — см. гамбит Сальвио.
        - 5. …Фd8-h4+ 6. Крe1-f1
          - 6. …Кg8-h6 7. d2-d4 f4-f3 — см. гамбит Зильбершмидта.
          - 6. …Кg8-h6 7. d2-d4 d7-d6 — контратака Андерсена.
          - 6. …f4-f3 — см. гамбит Кохрена.
          - 6. …Кb8-c6 — см. гамбит Герцфельда.

    - 4. …Сf8-g7
      - 5. 0-0 — см. гамбит Ганштейна.
      - 5. h2-h4 — см. гамбит Греко — Филидора.

  - 4. h2-h4 g5-g4
    - 5. Кf3-g5 — см. гамбит Альгайера.
    - 5. Кf3-e5 — см. гамбит Кизерицкого.

### Другие системы защиты
- 3. …Кg8-e7 — вариант Бонч-Осмоловского.
- 3. …f7-f5 — контргамбит Джануцио.
- 3. …d7-d6 — см. Защита Фишера.
- 3. …h7-h6 — см. Защита Беккера.
- 3. …Kg8-f6 — см. Защита Шаллопа.
- 3. …Кb8-c6
- 3. …Cf8-e7 — см. гамбит Каннингема.
  - 4. Сf1-с4 Kg8-f6 — защита Эйве.
  - 4. Сf1-с4 Ce7-h4+ 5. g2-g3 — гамбит Бертена.
  - 4. Cf1-c4 Ce7-h4+ 5. g2-g3 f4:g3 6. O-O g3:h2+ 7. Крg1-h1 — гамбит трёх пешек.
- 3. … d7-d5 — современная защита.
  - 4. e4:d5 Кg8-f6 5. Сf1-b5+ c7-c6 6. d5:c6 b7:c6 7. Сb5-с4 Кf6-d5 — вариант Ботвинника.